# Pseudopanthera parvipunctaria
Pseudopanthera parvipunctaria är en fjärilsart som beskrevs av Edward Alfred Cockayne 1950. Pseudopanthera parvipunctaria ingår i släktet Pseudopanthera och familjen mätare. Inga underarter finns listade.